# Комплектне кріплення
Кріплення комплектне (рос. крепь комплектная, англ. frame support, нім. Ausbaugarnitur f) — кріплення механізоване очисних гірничих виробок, що складається з окремих кінематично не зв'язаних груп двох-трьох секцій (комплектів), що пересуваються неза-лежно. На шахтах Донбасу К.к. обладнано понад 20 % діючих очисних комплексно-механізованих вибоїв на пластах з кутом падіння до 35 о. Кожна секція кріплення має основу, гідростояки, перекриття, огорожу і гідрообладнання. У комплекті секції пов'язані між собою гідродомкратами пересування, що розташовуються між перекриттями або основами кріплення. Секції (і відповідно комплекти) переміщують до грудей вибою і розпирають між ґрунтом і покрівлею по мірі пересування очисного комбайна і вибійного конвеєра. У порівнянні з виїмкою вугілля з індивідуальним кріпленням використання К.к. забезпечує збільшення навантаження на вибій і продуктивність праці в 1,5-1,8 раза.